# Трембовець-Крупув
Трембовець-Крупув (пол. Trębowiec-Krupów) — село в Польщі, у гміні Міжець Стараховицького повіту Свентокшиського воєводства.
У 1975-1998 роках село належало до Келецького воєводства.